# Csaba Pléh
Dans le nom hongrois Pléh Csaba, le nom de famille précède le prénom, mais cet article utilise l’ordre habituel en français Csaba Pléh, où le prénom précède le nom.
Csaba Pléh ([ˈtʃɒbɒ], [ˈpleː]), né le 29 novembre 1945 à Sárisáp est un psychologue, linguiste, neurologiste, secrétaire adjoint de l’Académie hongroise des sciences, professeur titulaire du département des sciences cognitives de l’université polytechnique et économique de Budapest et créateur d’écoles de recherches dans le domaine des sciences cognitives.

## Vie et activités

### Études et titres scientifiques
Csaba Pléh fait ses études supérieures à l’université Loránd Eötvös de Budapest et y acquiert ses titres scientifiques. Son diplôme de psychologie date de 1969, celui de linguistique générale et appliquée date de 1973. Il a soutenu sa thèse de doctorat d’université en 1970, celle de la candidature en 1984 et celle du doctorat d’académie en 1997. Après l’habilitation en 1998, il a acquis le titre de professeur d’université. Il a été admis à l’Académie hongroise des sciences comme membre correspondant en 1998 et comme membre titulaire en 2004. Actuellement il est le secrétaire adjoint de l’Académie.

### Enseignements et écoles
Ses activités d’enseignant et ses recherches scientifiques sont liées à trois universités de Hongrie (université Loránd Eötvös de Budapest, l’université de Szeged, l’université polytechnique et économique de Budapest) et à plusieurs universités étrangères, comme l’université Rutgers, l’université de l'Indiana, l’université de Vienne, l’université Harvard de Boston, mais par sa participation à des projets nationaux et internationaux aussi bien que ses activités éditoriales lui ont permis d’exercer une influence plus large dans le domaine des sciences linguistiques et cognitives sur le plan national et international également. Il ne faut donc pas s'étonner si un de ses élèves écrit qu’il envie et révère à la fois ceux « pour qui le plus grand ensemble de données est facilement perceptible et transparent, qui sont capables de suivre la multitude des acquis récents et qui sont capables de travailler d’une façon analytique et penser d’une manière synthétique, et dont le pragmatisme encourage les autres et ne perdent jamais leur élan ». Puis il ajoute: « Tel est l’homme en l’honneur de qui j’ai rédigé ce chapitre, et à qui je suis tellement reconnaissant : Pléh, Csaba ».
Pléh, Csaba a mis en place, en 1999, le Programme cognitif et neuropsychologique de Szeged dans le cadre de l’Institut psychologique  de l’université de Szeged.
Depuis le 1er juillet 2004, il est le professeur titulaire fondateur du Département des Sciences cognitives  à l’université polytechnique et économique de Budapest et directeur du Groupe de recherches neuropsychologique et psycholinguistique à la même université.

## Domaines de recherches, écoles
La science de la cognition est l’un des domaines de recherches les plus jeunes et les plus motivants dont l’objectif est de découvrir les méandres de l’esprit et de la nature humaine. Elle est née, pendant les années 1960, de la rencontre de la psychologie, de la philosophie, de la linguistique, de la biologie et de l’informatique moderne. Csaba Pléh, dont les recherches sont internationalement reconnues, est en même temps le pionnier de cette nouvelle branche de recherches en Hongrie. Après avoir mis en place des écoles de recherches dans le domaine de cette nouvelle science, il continue d’être le maître de nouvelles générations de cognitivistes. En collaboration étroite avec ses partenaires, ses élèves et anciens élèves il travaille à de nombreux domaines de la science de la cognition comme l’apprentissage de la langue maternelle, le traitement de linguistique cognitive des données, le bilinguisme, la mémoire, la perception, la psychologie évolutionniste, la philosophie et l’histoire des sciences.
Csaba Pléh  est un psychologue créateur d’écoles, rédacteur de revues, de séries de publications aussi bien que de recueils collectifs en Hongrie et à l’étranger. Il a inspiré et animé beaucoup de colloques et a lancé la publication de recueils des conférences et interventions de ces colloques et de congrès internationaux. Tout en étant un enseignant et chercheur éminent reconnu en Hongrie et dans les universités étrangères, il a toujours été capable de considérer ses collègues et ses étudiants en vrais partenaires.
La Fondation des Sciences cognitives de Hongrie organisée par Márta Fehér en 1993 (Abréviation hongroise: MAKOG) (Hungarian Foundation of Cognitive Science) a rendu possible l’organisation de conférences et de colloques nationaux. Les organisateurs de la série de colloques ont été Csányi Vilmos, Kampis György, Pléh Csaba. Ces colloques ont exercé une influence bénéfique sur le développement d'une branche scientifique encore très jeune en Hongrie, et ces différentes manifestations sont d’une manière ou d’une autre liées aux activités de Pléh, Csaba. Voici certains thèmes de ses colloques.

### Le colloque de FIKOG (Jeunes COGnitivistes) (Budapest, 11-12 mai 1995)
Les interventions du colloque organisé sous l’égide de la Société des Jeunes COGnivistes (FIKOG) ont été publiées dans un recueil collectif.

### Colloque Interdisciplinaire (Szeged, 1994)
Organisateurs: Le comité régional des sciences pédagogiques de l’Académie des Sciences de Hongrie, le Centre des Sciences pédagogiques et le Département de Psychologie de l’École Supérieure de Pédagogie Gyula Juhász.
Thèmes : cerveau-esprit, évolution, changement de régime et symétrie–asymétrie.

### Colloque Interdisciplinaire (Szeged, 11-12 sept 1995)
Ce colloque a été organisé par les comités spécialisés régionaux de l’Académie  de Hongrie. Thèmes des discussions : Éthologie, conscience de tous les jours, psychologie. Les textes des conférences et les interventions rédigées ont été publiés en 1997.

### Série des colloques de la Fondation des Sciences cognitives de Hongrie (MAKOG / (MAgyar KOGnitív Tudományi Alapítvány)
Voici les références des colloques régulièrement organisés par la Fondation des Sciences cognitives de Hongrie. Les discussions menées à l’occasion de ces colloques peuvent intéresser, en dehors des spécialistes (psychologues cognitiviste), un public plus large (biologistes, éthologues, philosophes, informaticiens, linguistes).
- MAKOG I. (1993, Visegrád) – Systèmes autoéducatifs[13].
- MAKOG II. (janv. 1994,  Visegrád) – La façon de voir cognitive et l’étude de la langue[14].
- MAKOG III. (janv. 1995, Visegrád) – Systèmes autoéducatifs[15].
- MAKOG IV. (29–31 janv. 1996, Gödöllő) – Les théories de cognition sociale de la connaissance[16].
- MAKOG V. (27–29 janv. 1997, Ráckeve) – Les bases biologiques de la connaissance: neurophysiologie, psychologie, philosophie.
- MAKOG VI. (30 janv.–2 févr. 1998, Visegrád) – Science de la cognition et intelligence artificielle[17].
- MAKOG VII. (30 janv. – 2 févr. 1999, Visegrád) – Dynamique et cognition.
- MAKOG VIII. (4–6 févr. 2000, Szeged) – L’évolution des fonctions cognitives et ses troubles[18].
- MAKOG IX. (1–3 févr. 2001, Visegrád) – Evolution  et cognition[19].
- MAKOG X. (28–30 janv. 2002, Visegrád) – Perception, symbole, conscience[20].
- MAKOG XI. (30 janv.–2 févr. 2003, Pécs) –  Les niveaux de la représentation[21].
- MAKOG XII. (le 6 janv. 2004, Tihany) – Les limites des connaissances[22].
- MAKOG XIII. (28–30 janv., 2005. Debrecen) – La science cognitive est une science affective[23].
- MAKOG XIV. (. 25–27 janv. 2006, Tihany) – Conscience et esprit[24].
- MAKOG XV. (19–21 janv. 2007, Eger) – Modèle et réalité[25].
- MACOG XVI: (30 juin – 2 juillet 2008, MTA Balatoni Limnológiai Kutatóintézete) –Robots cognitifs ou esprit dans la machine[26].
- MAKOG XVII. (7 mai - 9 mai 2009, ELTE, Budapest)La langue et la nature de la représentation mentale
- MAKOG XVIII. (25-26 jan 2010) Interfaces, les sciences cognitives[27]

## Décorations
- Akadémiai díj (1996) (Prix académique)
- Magyar Köztársasági Érdemrend középkeresztje (2006) (Croix de l’Ordre de Mérite de la République Hongroise)
- Akadémiai Nívódíj (2007) (Prix de Niveau Académique)
- Széchenyi-díj (2010) Prix Széchenyi